# بول ديبي
بول ديبي (بالإنجليزية: Paul Digby)‏ (2 فبراير 1995 بشفيلد في المملكة المتحدة - ) هو لاعب كرة قدم بريطاني في مركز الوسط. شارك مع منتخب إنجلترا تحت 19 سنة لكرة القدم ومنتخب إنجلترا تحت 20 سنة لكرة القدم. أما مع النوادي، فقد لعب مع إيبسويتش تاون ونادي بارنسلي.

## وصلات خارجية
- بول ديبي على موقع قاعدة بيانات كرة القدم.إي يو (الإنجليزية)
- بول ديبي على موقع Soccerbase.com (لاعب) (الإنجليزية)
- بول ديبي على موقع Soccerway.com (الإنجليزية)